# Luba Ognenowa-Marinowa
Luba Lewowa Ognenowa-Marinowa (bułg. Люба Левова Огненова-Маринова; ur. 17 czerwca 1922 w Ochrydzie, zm. 18 listopada 2012 w Sofii) – bułgarska archeolożka. Była pierwszą archeolożką podwodną w kraju i kierowała badaniami starożytnego trackiego miasta Nesebyr. Została jedną z czołowych bułgarskich badaczek specjalizujących się w archeologii starożytnej i trackiej, autorką ponad 100 publikacji naukowych. Wykładała na Uniwersytecie Sofijskim oraz była starszą badaczką w Narodowym Muzeum Archeologicznym w Sofii.

## Życiorys

### Lata młodości
Urodziła się 17 czerwca 1922 roku w rodzinie bułgarskich intelektualistów w Ochrydzie, w Królestwie Serbów, Chorwatów i Słoweńców. W 1932 roku ukończyła francuską szkołę podstawową w Bitoli, a następnie szkołę średnią w Tiranie. Po ukończeniu kursu korespondencyjnego w Rzymie, rozpoczęła studia na Wydziale Historii Uniwersytetu Sofijskiego im. św. Klemensa z Ochrydy, które ukończyła w 1946 roku z dyplomem z archeologii klasycznej.
W 1948 roku rozpoczęła pracę jako kuratorka w Regionalnym Muzeum Historycznym w Szumenie. Prowadziła wykopaliska z Verą Mavrodinovą i Ivanką Zhandovą, tworząc inwentarz artefaktów znalezionych w Madarze i Presławiu, co doprowadziło do jej publikacji w 1950 roku artykułu Рисунки на конници върху вътрешната крепост на Преслав (Rysunki jeźdźców na wewnętrznej twierdzy Presławia). Pod koniec roku przyjęła stanowisko w dziale antyków Narodowego Muzeum Archeologicznego w Sofii. Została przydzielona do zespołu badającego stanowisko Seutopolis pod kierunkiem profesora Dimityra P. Dimitrowa (Димитър П. Димитров). Ognenowa doskonaliła swoje umiejętności, stając się ekspertką w badaniach trackich.
Seutopolis, znany także jako Seuthopolis, został odkryty podczas budowy zbiornika Koprinka koło Kazanłyku w latach 40. XX wieku i całkowicie odsłonięty w latach 1948–1954. Choć starożytne miasto było jedynym trackim stanowiskiem w pełni przebadanym i wykopanym, reżim komunistyczny Ludowej Republiki Bułgarii pozwolił na zalanie stanowiska przez sztuczne jezioro powstałe w wyniku budowy tamy. Oprócz Ognenowej, w zespole badawczym byli m.in. Anna Bałkańska, Gergana Canova, Mariya Chichikova i Dimityr Nikołow. W 1957 roku Ognenowa odkryła tracki kompleks religijny w pobliżu Babyaka podczas budowy wieży telewizyjnej na szczycie Bendida.

### Lata 1958–1977

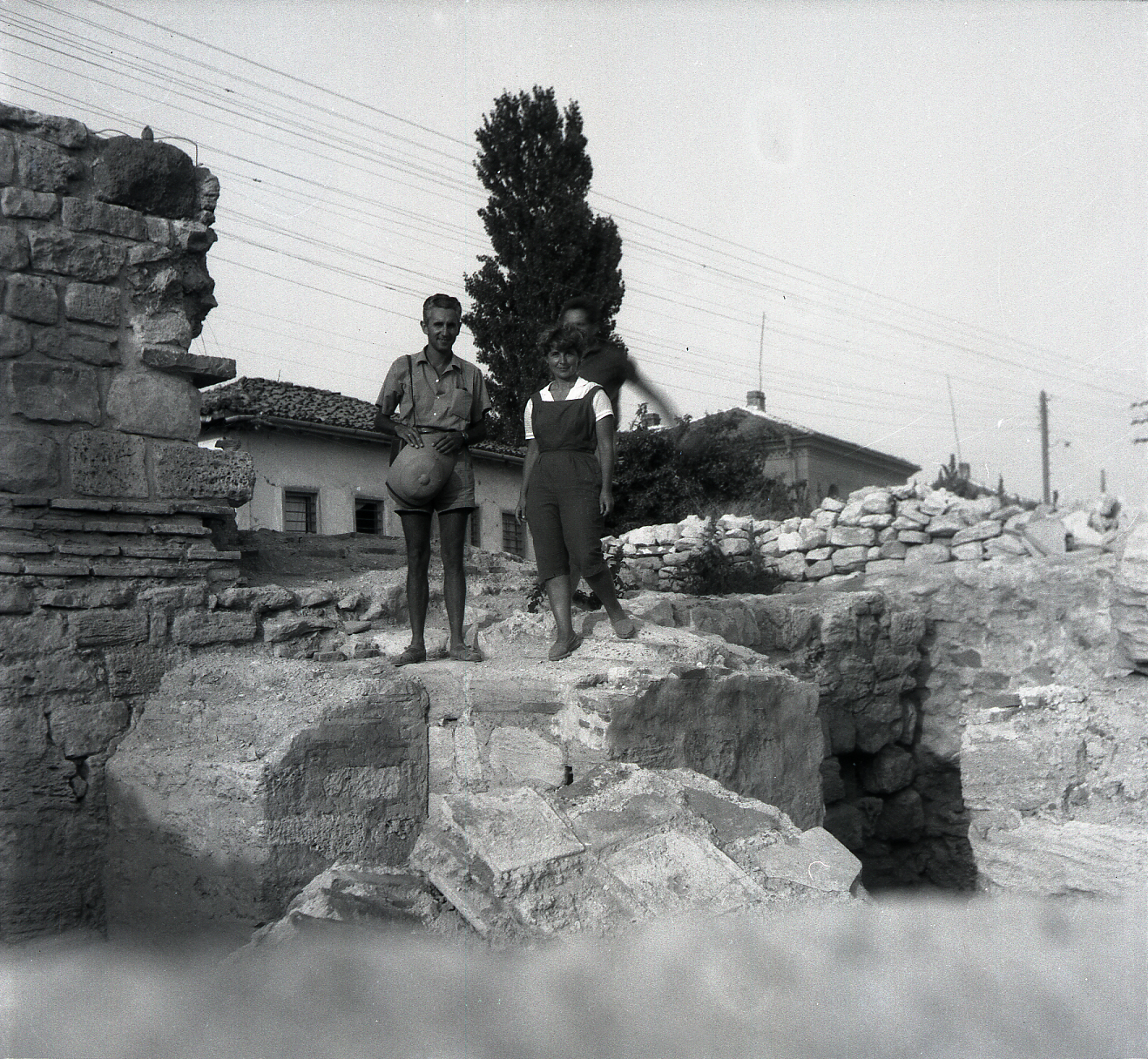
Welizar Welkow i Luba Ognenowa w Nesebyrze w latach 60.

Między 1958 a 1963 rokiem prace prowadzone przez Ognenową na stanowisku w Nesebyrze doprowadziły do odkrycia wielu znaczących zabytków, w tym Świątyni Zeusa Hiperdeksjosa, Świątyni Zeusa i Hery oraz innych. Znana była również ze swojej pracy epigraficznej z greckimi i łacińskimi tekstami znalezionymi w Bułgarii.
Jej badania nad inskrypcjami na pierścieniu znalezionym w Ezerowo oraz inskrypcją illyryjską znalezioną na pierścieniu z Koman w Albanii pozwoliły Ognenowej stwierdzić, że tekst illyryjski, mimo wcześniejszych przypuszczeń o jego bezsensowności, miał znaczenie. Śledząc pochodzenie pierścienia oraz jego kształt, udało się jej datować go na VIII wiek. Prezentując wyniki swoich badań na konferencji w Lidicach w  Czechosłowacji, wywołała sensację i została zaproszona do studiowania w École Française d'Athène w Atenach w latach 1959–1960, jednym z instytutów archeologicznych prowadzonych przez obce rządy.
W 1961 roku Ognenowa została pierwszą bułgarską archeolożką nurkiem, pracując z profesorem Welizarem Welkowem, badając bułgarskie wybrzeże Morza Czarnego. Pisząc o swoim szkoleniu, Ognenowa mówiła, że jej instruktor nurkowania przezwyciężył jej lęk przed głęboką wodą, pokazując jej ceramikę pod wodą. Jej szczególne zainteresowania i ekspertyza koncentrowały się na kulturze trackiej między I a II tysiącleciem p.n.e. Ognenowa prowadziła sześć ekspedycji podwodnych w latach 1961–lata 70. XX wieku dla Bułgarskiej Akademii Nauk, które doprowadziły do identyfikacji pięciu okresów urbanizacji na półwyspie otaczającym Nesebyr, aż do końca II tysiąclecia p.n.e. Obejmowały one tracką protopolis, grecką kolonię Mesambria, wieś pod panowaniem Rzymu aż po wczesnochrześcijańską erę, średniowieczne osiedle oraz miasto z okresu Renesansu – Mesemvria lub Nesebyr.
Jej badania potwierdziły, że trzęsienia ziemi i powodzie miały istotne znaczenie w tym regionie. Studiując dzieła sztuki, Ognenowa stała się ekspertem w zakresie sztuki greckiej i rzymskiej oraz interpretacji różnych obrazów znalezionych na monetach. Znajomość pracy Atheniona z Maronei pozwoliła jej zidentyfikować, że freski na Grobowcu w Kazanłyku prawdopodobnie pochodzą ze szkoły jego autorstwa.

### Praca po roku 1977
Ognenowa powróciła do nurkowania w Nesebyrze w 1977 roku, prowadząc osiem nurkowań sponsowanych przez UNESCO w latach 1977–1984, w których zespół odkrył dowody na istnienie rzymskich i wczesno-bizantyjskich murów i wież. Zidentyfikowali również kilka akropoli i bazylik z okresu średniowiecza podczas badań podwodnych w północnej i południowej zatoce półwyspu, starając się zlokalizować i sprecyzować chronologię portów miejskich wzdłuż wybrzeża.
Po uczestnictwie w 1980 roku w Międzynarodowym Kongresie Starożytnej Epoki Brązu w Węgrzech, Ognenowa zaproponowała, aby kolejny kongres odbył się w Bułgarii w 1983 roku. Pomogła zorganizować ponad 800 wystaw z kolekcji Narodowego Instytutu Archeologii i Muzeum BAS na temat „Sztuka brązu w Rzymie”, które podróżowały po Austrii, Niemczech, Indiach i Syrii, zanim zostały zaprezentowane przez rok w Sofii. W tym samym roku Ognenowa została mianowana Starszym Badaczem w Narodowym Instytucie Archeologii. Była długoletnim członkiem rad naukowych Instytutu Archeologii i Instytutu Trakologii, a także wykładowcą archeologii trackiej na Uniwersytecie Sofijskim.
Ognenowa była autorką ponad 100 publikacji naukowych, w różnych językach, przez całą swoją karierę. Stworzyła bazę danych znanych stanowisk trackich, łącząc badania i interpretacje starożytnych źródeł oraz artefaktów archeologicznych, które łączyły Grecję i wschodnią część Morza Śródziemnego z tym obszarem. W czasie swojej śmierci jej prace zakończone w latach 60. XX wieku nadal stanowiły punkt odniesienia w badaniach nad historią kulturową Tracji.

## Śmierć i uznanie
W 1983 roku, po uzyskaniu statusu Światowe Dziedzictwo UNESCO dla Nesebyru, Ognenowa została mianowana honorowym obywatelem miasta. W 2005 roku Narodowy Instytut Archeologii i Muzeum BAS, we współpracy z Wydziałem Archeologii Uniwersytetu Sofijskiego, opublikował tom artykułów Heros Hephaistos: Studia in Honorem Lubae Ognenova-Marinova z międzynarodowej konferencji zorganizowanej w 2002 roku z okazji 80. urodzin Ognenowej. Książka zawierała prace ponad 50 naukowców, przedstawiających najnowsze badania i prace dotyczące jej specjalizacji, czyli archeologii trackiej i grecko-rzymskiej, sztuki i religii.
Została uhonorowana Orderem Świętych Cyryla i Metodego II klasy za wkład w rozwój nauki w Bułgarii. Zmarła 18 listopada 2012 roku w Sofii.